# 꾸이쩌우현
꾸이쩌우현(베트남어: Huyện Quỳ Châu / 縣葵州)은 베트남 북중부 지방 응에안성의 현이다.

## 행정 구역
꾸이쩌우현은 1시진, 11사를 관할하고 있다.

### 시진
- 꾸이쩌우 시진 (Thị trấn Tân Lạc, 新樂市鎭)

### 사
- 쩌우빈 사 (Xã Châu Bính, 州柄社)
- 쩌우빈 사 (Xã Châu Bình, 州平社)
- 쩌우하인 사 (Xã Châu Hạnh, 州行社)
- 쩌우호안 사 (Xã Châu Hoàn, 州完社)
- 쩌우호이 사 (Xã Châu Hội, 州會社)
- 쩌우응아 사 (Xã Châu Nga, 州娥社)
- 쩌우퐁 사 (Xã Châu Phong, 州豊社)
- 쩌우탕 사 (Xã Châu Thắng, 州勝社)
- 쩌우투언 사 (Xã Châu Thuận, 州順社)
- 쩌우띠엔 사 (Xã Châu Tiến, 州進社)
- 지엔람사 (Xã Diên Lãm, 延攬社)